# Helena Sivč
Helena Sivč (Ruski Krstur, 1922 –  Novi Sad, 2016) rusinska slikarka, pedagoškinja, i učesnica Narodnooslobodilačkog pokreta (NOP), u Drugom svetskom ratu. Jedna je od prvih, ako ne i prva žena iz rusinske zajednice koja je završila Akademiju likovnih umetnosti.
Kao učesnica NOP-a, a nakon okončanja Drugog svetskog rata i društvena radnica i slikarka, Helena Sivč je dobitnica visokih državnih priznanja, kao i profesionalnih nagrada, između ostalog, odlikovana  je Ordenom zasluga za narod sa srebrnom zvezdom 1980. godine.

## Školovanje i učešće u NOP
Helena Sivč je rođena Ruskom Krsturu (Kraljevina Srba, Hrvata i Slovenaca), gde je pohađala osnovnu školu. Gimnaziju je završila u Novom Sadu (1933-1941), a Višu učiteljsku školu upisuje 1941. godine, takođe u Novom Sadu.  Kao simpatizerka tada zabranjene Komunističke partije Jugoslavije, morala je napustiti Novi Sad, i školovanje završiti u Somboru (1943).
Tokom studija, okupacione mađarske vlasti su Helenu Sivč dva puta uhapsile, prvi put 1942. godine, i drugi put – 1943. godine.[2[3]  Magda Simin Bošan, vojvođanska novinarka i spisateljica, u svojim spisima napominje o Heleni Sivč :„Posle drugog hapšenja je mnogo mučena. U segedinskom zatvoru je odsedela kratko vreme, ali je dobro iskusila život osuđenika.“
Po završetku Drugog svetskog rata, Helena Sivč upisuje likovnu akademiju u Zagrebu, a studije završava u Beogradu 1951. godine. Iste godine počela je da radi u Mešovitoj učiteljskoj školi u Banjoj Luci  sve do 1954. godine. Tokom života u Bosni i Hercegovini, postala je članica Udruženja likovnih umetnika Bosne i Hercegovine (ULUBiH) 1955. godine.
U Vojvodinu se vraća 1960. godine, gde nastavlja sa likovno-pedagoškim radom u dve novosadske gimanzije, kao i u Ruskom Krsturu. Istovremeno, postaje i članica Udruženja likovnih umetnika Vojvodine (ULUV).

## Stvaralaštvo
U svom likovnom stvaralaštvu, Helena Sivč je bila prepoznatljiva kao izrazita akvarelistkinja, sa lirskim koloritom,  okrenuta pejzažima i temama z svog rodnog kraja.
Elemente rusinskog narodnog stvaralaštva, unosila je i kroz izradu tapiserija.  Narodna tematika, prisutna u stvaralaštvu Helene Sivč, deo je kompleksnog odnosa likovnog stvaralaštva u multinacionalnoj Vojvodini tokom XX veka; kao deo modernizacije, emancipacije nacionalnih manjina u Austro-ugarskoj, potom i u socijalističkoj Jugoslaviji, kao i nakon njenog raspada. U pitanju su  identifikacije koje dovode do „uspostavljanja odnosa između centralnog-nacionalnog-identiteta i lokalnog-marginalnog-nacionalnog-identiteta. Ovaj odnos je gotovo uvek bio „vertikalni“ odnos manjine prema dominantnom nacionalnom centru i tek zatim „horizontalni“ odnos prema drugoj manjini i mikro-društvenim praksama.“[2
Samostalne i zajedničke izložbe imala je u Beogradu, Sarajevu, Novom Sadu, Ruskom Krsturu, Đurđevu.
Njeni radovi su deo muzejske zbirke Muzeja grada Novog Sada,kao i deo zbirke Umetničke galerije Bosne i Hercegovine u Sarajevu.[9]
Helena Sivč je jedna od osnivačica Kluba likovnih umetnika u okviru Društva za rusinski jezik, književnost i kulturu, osnovanog 1996. godine, i kojem je bila prva predsednica.

## Spoljašnje veze
- Helena Sivč  Jakim Sivč